# Abraxas honei
Abraxas honei är en fjärilsart som beskrevs av Eugen Wehrli 1925. Abraxas honei ingår i släktet Abraxas och familjen mätare. Inga underarter finns listade i Catalogue of Life.